# Щитоноска крапивная
Щитоноска крапивная (лат. Cassida vittata) — жук подсемейства щитовок из семейства листоедов.

## Распространение
Встречается от палеарктического региона до Сычуань (Китай).

## Экология и местообитания
Кормовые растения — астровые (Asteraceae): пупавка полевая (Anthemis arvensis) и ромашник непахучий (Matricaria perforata); маревые (Chenopodiaceae): Atriplex halimus, лебеда простертая (Atriplex prostrata), свёкла обыкновенная (Beta vulgaris), марь белая (Chenopodium album), марь красная (Chenopodium rubrum), солерос (Salicornia), Солянка (Salsola), шпинат (Spinacia oleracea) и сведа (Suaeda); гвоздичные (Caryophyllaceae): торичник морской (Arenaria maritima), торица полевая (Spergula arvensis) и торичник солончаковый (Spergularia salina). А также, возможно, кормовым растением является крапива двудомная (Urtica dioica) (крапивные — Urticaceae).